# Гетто в Шацке (Минская область)
Гетто в Ша́цке (Минская область) (лето 1941 — октябрь 1941) — еврейское гетто, место принудительного переселения евреев поселка Шацк Пуховичского района Минской области и близлежащих населённых пунктов в процессе преследования и уничтожения евреев во время оккупации территории Белоруссии войсками нацистской Германии в период Второй мировой войны.

## Оккупация Шацка и создание гетто
Поселок Шацк был захвачен немецкими войсками 30 июня 1941 года, и оккупация продлилась 3 года — до 3 июля 1944 года.
Во главе волостной управы встал староста Ефим Гуринович. Из местных жителей-добровольцев были созданы полицейские подразделения, которые зачастую зверствовали больше нацистов. Начальник полицаев Барановский, женатый на еврейке и являясь отцом её детей, желая войти в большее доверие к немцам, сам убил свою жену и детей.
Вскоре после оккупации немцы, реализуя нацистскую программу уничтожения евреев, организовали в местечке гетто

## Условия в гетто
Евреев обязали нашить на верхнюю одежду желтые шестиконечные звезды.
Территорию гетто запрещалось покидать без особого разрешения.

## Уничтожение гетто
Осенью 1941 года начались первые «акции» (таким эвфемизмом нацисты называли организованные ими массовые убийства). Одну группу евреев немцы расстреляли возле перекрестка дорог на Пуховичи и Сергеевичи, другую — в центре поселка.
В октябре 1941 года узникам гетто приказали подготовиться якобы к переезду на новое место, где их будут использовать на принудительных работах. После этого всех вывели к трём ямам в полукилометре от Шацка, и расстреляли в Апельском лесу на правой стороне дороги из Шацка в сторону деревни Задощенье.
Когда евреев увели на расстрел, местные жители сразу бросились грабить опустевшие еврейские дома.
Всего в сентябре-октябре 1941 года были убиты 635 (более 1100) евреев Шацка.

## Память
В начале 1960-х годов на месте расстрела всё ещё лежали незасыпанные человеческие кости и пасся скот. Потомки Шацких евреев из разных городов собрали деньги и оплатили работу экскаватора, который на месте братской могилы насыпал холм земли. 5 июля 1964 года на месте сбора евреев перед казнью в центре Шацка родственники убитых и несколько уцелевших евреев на свои деньги установили памятник жертвам геноцида евреев, но через несколько лет местные власти снесли его бульдозером.
В 1966 и 1970 годах на краю Апельского леса на трех братских могилах были установлены три памятника. Первый, были расстреляны 26 евреев-мужчин, — сразу после войны на пересечении дороги на Пуховичи, но его снесли при строительстве автотрассы. Рядом местный житель Михаил Тарасевич установил из нескольких больших камней ещё один памятник с православным крестом наверху и звездой Давида внизу с текстом на белорусском языке: «Ахвярам фашысцкага генацыду ў 1941—1944 г. Удзячныя хрысціяне — суайчыннікі і іх нашчадкі. 1993». Он же установил и памятник убитым нацистами учителям Шацка, среди которых были и евреи.
В 2007 году у деревни Грибное был установлен ещё один памятник 11 шацким евреям, убитым на этом месте осенью 1941 года.
Опубликованы списки евреев Шацка, расстрелянных фашистами в 1941 году во время карательной акции — 623 человека

## Комментарии
1. ↑  В русском языке за служащими коллаборационистских полицейских органов закрепилось разговорное уничижительное название полица́й (во множественном числе — полица́и).